# Stanley A. McChrystal
El general Stanley A. McChrystal, del Ejército de Estados Unidos (14 de agosto de 1954) fue comandante en jefe de la Fuerza Internacional de Asistencia para la Seguridad (ISAF, por sus siglas en inglés) en Afganistán, así como comandante en jefe del contingente militar propio de Estados Unidos en Afganistán (USFOR-A). Asumió ambas responsabilidades el 15 de junio de 2009.

## Biografía
Previamente, había ocupado altos cargos en el Estado Mayor del Ejército, y había servido en Irak. Proviene de una familia de tradición militar. En el otoño de 2009, en su condición de máxima autoridad militar en el conflicto de Afganistán, solicitó permanecer en el teatro de operaciones mientras fuera necesario, para así ganarse a la población y lograr su colaboración contra las fuerzas talibanes. Obama se comprometió en la Academia de West Point a retirarse a partir de julio de 2011. Además solicitó un aumento de los efectivos cifrado entre 40 000 y 80 000 hombres, de los cuales solo obtuvo 30 000 de la administración Obama, número de efectivos insuficiente a la vista de McChrystal, teniendo en cuenta además el plazo de retirada de las tropas de Afganistán.
El 3 de junio de 2010 visitó a las tropas españolas de la Legión en la Base Avanzada de Operaciones Bernardo de Gálvez en la localidad de Sang Atesh, felicitándolos por los avances realizados en la provincia de Badghís y concretamente en la ruta Lithium.
El 23 de junio de 2010 fue destituido por el presidente Barack Obama tras divulgarse un artículo de la revista Rolling Stone en el que el general criticaba duramente a diversos altos cargos de la administración Obama, entre ellos el vicepresidente Joe Biden, el general James Jones, el embajador en Kabul Karl Eikenberry y el enviado a la zona Richard Holbrooke, por su gestión y dirección de la guerra en Afganistán. Obama aceptó su dimisión, nombrando como su sucesor a David Petraeus.
El 29 de junio de 2010 pidió retirarse del servicio activo en el Ejército, lo que le fue concedido por la Casa Blanca, conservando su rango de general de cuatro estrellas.